# Jusqu'au cœur
Pour plus de détails, voir Fiche technique et Distribution.
Jusqu'au cœur est un film canadien réalisé par Jean Pierre Lefebvre, sorti en 1968.

## Synopsis
Un chômeur pacifiste subit le lavage de cerveau des médias de masse en faveur de la guerre.

## Fiche technique
- Titre : Jusqu'au cœur
- Réalisation : Jean Pierre Lefebvre
- Scénario : Jean Pierre Lefebvre
- Musique : Robert Charlebois
- Photographie : Thomas Vámos
- Montage : Marguerite Duparc
- Production : Clément Perron
- Société de production : Office national du film du Canada
- Pays :  Canada
- Genre : Drame
- Durée : 93 minutes
- Dates de sortie : 
  -  Canada : 1er février 1969

## Distribution
- Paul Berval
- Robert Charlebois
- Denis Drouin
- Pierre Dufresne
- Luc Granger
- Gaétan Labrèche
- Claudine Monfette : Encyclopédine Monfette
- Claudette Robitaille

## Accueil
Le film est cité en cinquième position du Top 10 des Cahiers du cinéma pour l'année 1968.

## Distinctions
Le film est présenté lors de la Quinzaine des réalisateurs au Festival de Cannes 1969.

## Sources
- « Charlebois: après Spa, Osstidcho », La Presse,‎ 10 août 1968